# Xiangnan, Gansu
Xiangnan är en köping i nordvästra Kina. Den ligger i Tongwei härad i staden Dingxi i provinsen Gansu, omkring 170 kilometer sydost om provinshuvudstaden Lanzhou. Antalet invånare är 18 066. Befolkningen består av 9 297 kvinnor och 8 769 män. Barn under 15 år utgör 21,0 %, vuxna 15-64 år 66 %, och äldre över 65 år 12,0 %.